# Riseberga bönhus

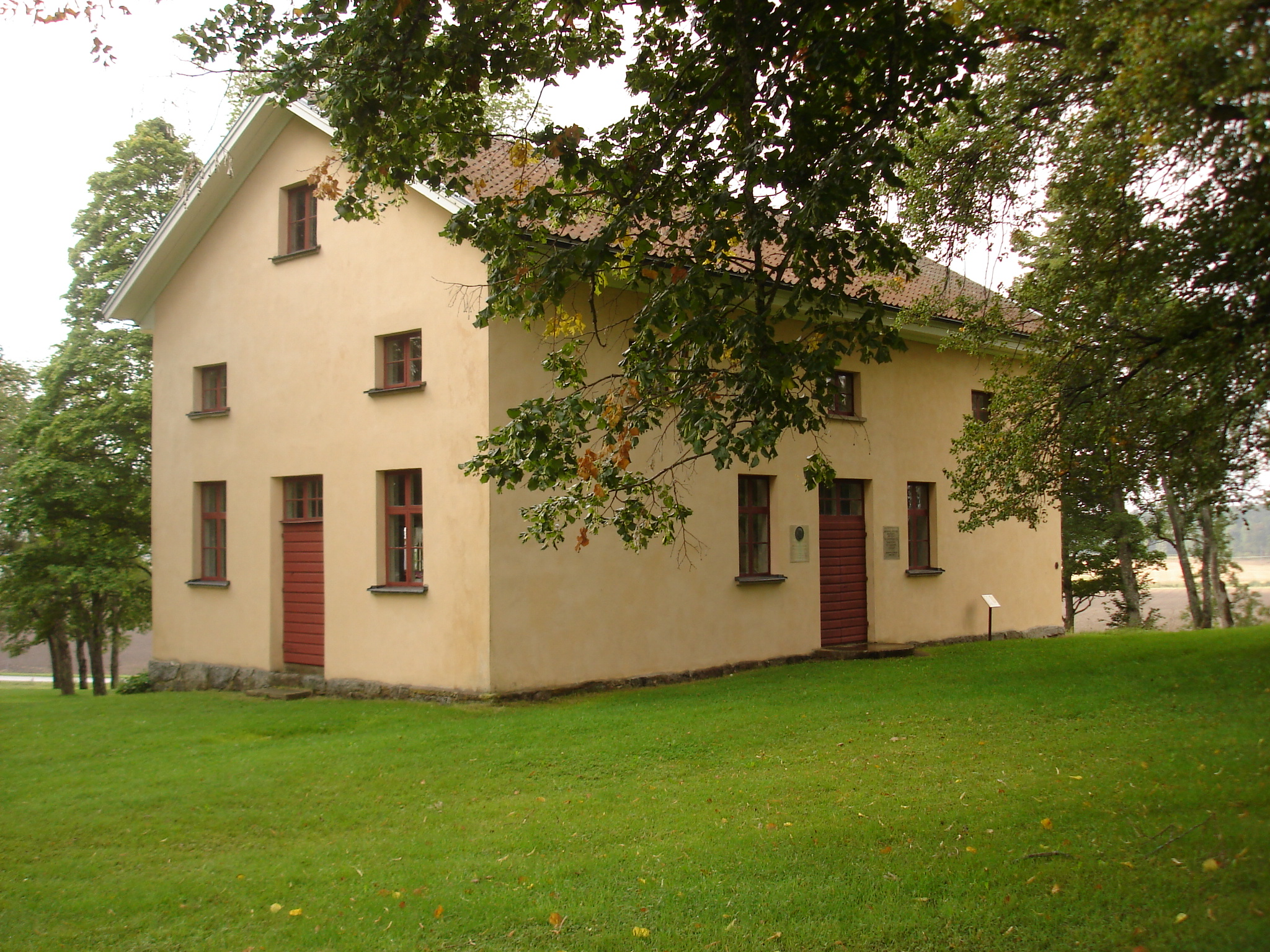
Riseberga bönhus, 2011.

Riseberga bönhus ligger i Lekebergs kommun, intill Riseberga kloster. Bönhuset byggdes år 1855 av Olof Hedengren för att användas som möteslokal för hans nystartade väckelserörelse, Risebergarörelsen.
Efter Hedengrens död 1870 förföll huset, som dock renoverades 1955 och 1999-2000. Även om den ursprungliga orgeln sålts, finns fortfarande kvar inventarier, biblar och sångböcker från Hedengrens tid.
Bönhuset används bl.a. vid sommargudstjänster. Huset förklarades som byggnadsminne år 1970.